# Lijst van voetbalinterlands Canada - Spanje
Deze lijst van voetbalinterlands is een overzicht van alle officiële voetbalwedstrijden tussen de nationale teams van Canada en Spanje. De landen speelden tot op heden twee keer tegen elkaar. De eerste ontmoeting, een vriendschappelijke wedstrijd, werd gespeeld in Montreal op 10 juni 1994. Voor Spanje was dit een wedstrijd in de voorbereiding op het Wereldkampioenschap voetbal 1994. Het laatste duel, eveneens een vriendschappelijke wedstrijd, vond plaats op 3 september 2005 in Santander.

## Wedstrijden
| № | Plaats    | Datum            | Competitie        | Wedstrijd       | Uitslag |
| - | --------- | ---------------- | ----------------- | --------------- | ------- |
| 1 | Montreal  | 10 juni 1994     | Vriendschappelijk | Canada – Spanje | 0 – 2   |
| 2 | Santander | 3 september 2005 | Vriendschappelijk | Spanje – Canada | 2 – 1   |

## Samenvatting
| Competitie        | Totaal gespeeld | Winst Canada | Gelijk | Winst Spanje | Doelsaldo Canada – Spanje |
| ----------------- | --------------- | ------------ | ------ | ------------ | ------------------------- |
| Vriendschappelijk | 2               | 0            | 0      | 2            | 1 − 4                     |
| Totaal            | 2               | 0            | 0      | 2            | 1 − 4                     |

Wedstrijden bepaald door strafschoppen worden, in lijn met de FIFA, als een gelijkspel gerekend.

## Details

### Eerste ontmoeting
| Vriendschappelijk (Montreal, Canada, 10 juni 1994): |       |                              |
| Canada                                              | 0 – 2 | Spanje                       |
|                                                     | goals | 9' Julio Salinas 89' Juanele |